# Pravnomočnost
Pravnomočnost je pravni institut, ki varuje pravni promet in utrjuje pravno varnost.
Pravnomočnost dosežemo, ko so vsa redna pravna sredstva (pritožba, ugovor) izkoriščena.
Pravnomočnost povezujemo s formalno pravičnost, formalnim razsojanjem o zadevi.